# Girolamo Riario

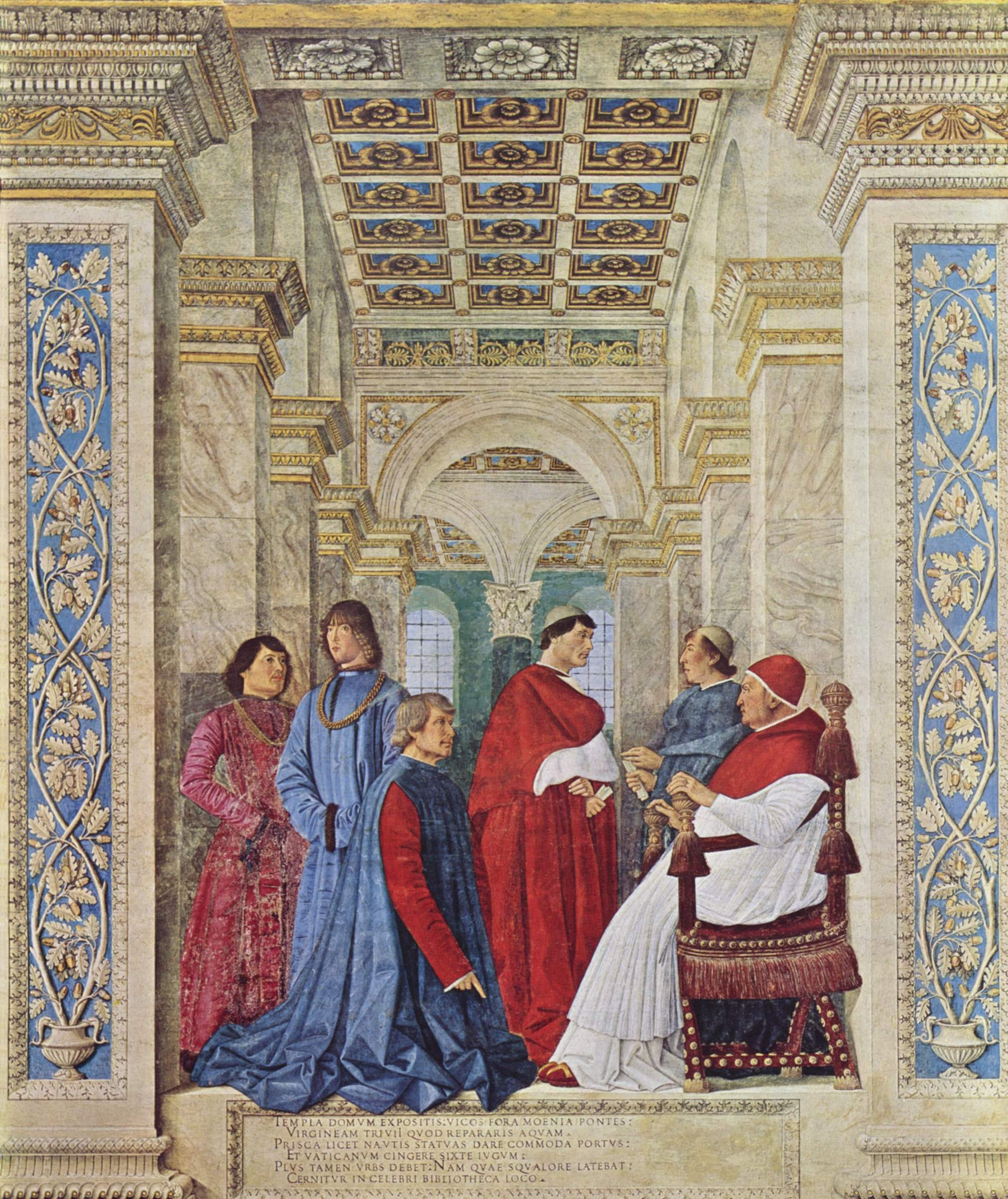
Sixtus IV. ernennt Platina zum Präfekten der Vatikanischen Bibliothek (Fresko von Melozzo da Forlì, ca. 1477) – Girolamo Riario ist als die zweite Figur von links identifiziert (blaue Gewandung)

Girolamo Riario della Rovere (* 1443 in Savona; † 14. April 1488 in Forlì) war ein Nepote (möglicherweise auch der Sohn) von Papst Sixtus IV. und wurde durch diesen Herr von Imola und Forlì.
Mit dem Beginn des Pontifikats 1471 war Girolamo Riario als Generalkapitän der Kirche bereits am Papsthof führend geworden. 1473 wollte der Papst aus Anlass der Vermählung Girolamo Riarios mit Caterina Sforza das kirchliche Lehen Imola einziehen und an Riario weitergeben; als Vorwand dienten ihm der Lehenszins, den Taddeo Manfredi angeblich schuldig geblieben war. Manfredi hatte die Stadt jedoch bereits 1471 heimlich an die in Mailand regierenden Sforza abgetreten. Der als Kardinallegat 1474 zu den Sforza gesandte Pietro Riario konnte jedoch erreichen, dass die Mailänder ihre Ansprüche gegen die Zahlung von 40.000 Dukaten an Girolamo zu verkaufen bereit waren; das Geld hierfür sollten die Pazzi und die Medici vorstrecken. Da Florenz ebenfalls Anspruch auf Imola erhoben hatte, verweigerte Lorenzo de’ Medici seine Beteiligung am Kredit und forderte die Pazzi auf, sich den päpstlichen Wünschen ebenfalls zu verweigern. Tatsächlich kam der Kredit mit anderen Geldgebern, aber unter Beteiligung der Pazzi zustande.
Dass Lorenzo de’ Medici als Parteityrann von Florenz Ambitionen auf Imola entwickelt hatte, war ein Impuls für einen sich über Jahre verschärfenden Gegensatz: Sixtus IV. strebte nach der Konsolidierung des Kirchenstaates, Riario nach seiner Entfaltung im Schatten des Pontifikats, Florenz nach Erhalt und Klientelisierung der Kleinpotentaten in den Grenzlandschaften. Die Eskalation in der sogenannten Pazzi-Verschwörung von 1478, als Lorenzos Bruder Giuliano in Florenz ermordet wurde, führte in einen Krieg. Riarios Stunde war jedoch erst 1480 gekommen, als die Hausstreitigkeiten der Ordelaffi von Forlì ihm erlaubten, auch diese Kommune zu erwerben. Faenza war ihm verwehrt, weil Lorenzo eine Ehe von Galeotto Manfredi und einer Tochter von Giovanni II. Bentivoglio arrangierte, die den kleinen, mit seinem Besitz von Riario umschlossenen Herren an den Parteityrannen von Bologna anlehnte.
Nachdem Sixtus IV. 1484 verstorben war, meinte Riario durch eine Kardinalspartei auf das Konklave einwirken zu können, um einen ihm günstigen Nachfolger auf dem Stuhl Petri wählen zu lassen. Allerdings wurde Innozenz VIII. gewählt, dessen rechte Hand Giuliano della Rovere war, ein alter Feind seines direkten Vetters. Ein Attentat in Forlì kostete Riario 1488 das Leben: Er wurde von einem Diener erdolcht, als er an einem Fenster seines Palazzo stand. Anlass war ein Aufstand wegen massiver Steuererhöhungen, da Riario nach dem Tod des Onkels seine wichtigste Einnahmequelle verloren hatte. Die auf die Piazza herabgeworfene Leiche wurde vom Volk durch die Straßen geschleift. Nach Girolamos Tod behauptete sich aber Caterina Sforza – mit ihrem zweiten Mann Giacomo Feo – als Regentin für den gemeinsamen Sohn Ottaviano Riario.
In vergleichenden Gegenüberstellungen kann Girolamo Riario als Vorläufer von Cesare Borgia gelten, weil das Ziel, mit der Hilfe des Pontifex einen „Familienstaat“ in der Jurisdiktion der Kirche aufzurichten, von Alexander VI. nach 1492 bzw. mit effektiver Hilfe ab 1499 nachgeahmt wurde.